# Brasiliens Grand Prix 1995
Brasiliens Grand Prix 1995 var det första av 17 lopp ingående i formel 1-VM 1995.

## Resultat
1. Michael Schumacher, Benetton-Renault, 10 poäng
2. David Coulthard, Williams-Renault, 6
3. Gerhard Berger, Ferrari, 4
4. Mika Häkkinen, McLaren-Mercedes, 3
5. Jean Alesi, Ferrari, 2
6. Mark Blundell, McLaren-Mercedes, 1
7. Mika Salo, Tyrrell-Yamaha
8. Aguri Suzuki, Ligier-Mugen Honda
9. Andrea Montermini, Pacific-Ilmor
10. Pedro Diniz, Forti-Ford

### Förare som bröt loppet
- Gianni Morbidelli, Footwork-Hart (varv 62, motor)
- Taki Inoue, Footwork-Hart (48, motor)
- Luca Badoer, Minardi-Ford (47, motor)
- Roberto Moreno, Forti-Ford (47, snurrade av)
- Karl Wendlinger, Sauber-Ford (41, elsystem)
- Damon Hill, Williams-Renault (30, växellåda)
- Johnny Herbert, Benetton-Renault (30, kollision)
- Bertrand Gachot, Pacific-Ilmor (23, växellåda)
- Rubens Barrichello, Jordan-Peugeot (16, växellåda)
- Jos Verstappen, Simtek-Ford (16, växellåda)
- Ukyo Katayama, Tyrrell-Yamaha (15, snurrade av)
- Eddie Irvine, Jordan-Peugeot (15, koppling)
- Domenico Schiattarella, Simtek-Ford (12, styrning)
- Heinz-Harald Frentzen, Sauber-Ford (10, elsystem)
- Olivier Panis, Ligier-Mugen Honda (0, kollision)
- Pierluigi Martini, Minardi-Ford (0, växellåda)